# Mittelfußknochen

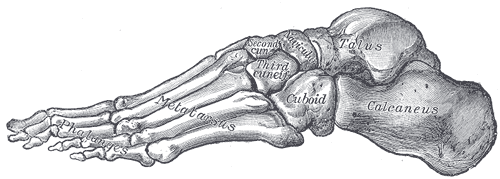
Lage im Fußskelett

Schema der Fußknochen des Menschen: Mittelfußknochen gelb

Die Mittelfußknochen – lateinisch Ossa metatarsalia (Mehrzahl) bzw. Os metatarsale (Einzahl) – sind Röhrenknochen im Fuß zwischen der Fußwurzel und den Zehenknochen. Im Grundbauplan gibt es fünf Mittelfußknochen, die von innen nach außen gezählt werden (MT I bis MT V).

## Mittelfußknochen des Menschen

### Anatomie
Der Mensch besitzt fünf Mittelfußknochen je Fuß.
Der erste Mittelfußknochen ist der kürzeste und zugleich auch kräftigste Knochen mit dem größten Querschnitt. Der große Querschnitt ist notwendig, weil beim Gehen die Abrollung überwiegend über die Großzehe und damit über den 1. Strahl erfolgt. Der zweite Mittelfußknochen ist der längste Mittelfußknochen. Die Länge der nachfolgenden Mittelfußknochen nimmt zum seitlichen Fußrand hin fortlaufend ab.
Jeder Mittelfußknochen besitzt folgende Anteile:
- Basis
- Körper (Corpus)
- Köpfchen (Metatarsalköpfchen, Caput)

Die Gelenkflächen der Basis der ersten vier Mittelfußknochen stehen in gelenkiger Verbindung mit den drei Keilbeinen und dem Würfelbein und bilden mit ihnen das Tarsometatarsalgelenk. Im Bereich der Basis des ersten Mittelfußknochens gibt es einen Fortsatz, der als Tuberositas ossis metatarsalis I bezeichnet wird. Dieser Fortsatz dient dem Musculus fibularis longus als Ansatz. Im Bereich der Basis des fünften Mittelfußknochens gibt es ebenfalls einen Fortsatz, der als Tuberositas ossis metatarsalis V bezeichnet wird. Dieser Fortsatz dient dem Musculus fibularis brevis als Ansatz.
Das Corpus metatarsi hat einen dreieckigen Querschnitt und ist in der Mitte leicht verdreht.
Die Köpfchen sind seitlich abgeplattet und tragen je eine Gelenkfläche für das Zehengrundgelenk. Der erste Mittelfußknochen besitzt füßsohlenseitig zwei Furchen für die Sesambeine.

### Entwicklung
Die knorplig vorgeformten Mittelfußstützelemente beginnen im Bereich der Diaphyse in der 12. Lebenswoche zu verkalken. In den Köpfchen treten Epiphysenkerne als Zeichen der beginnenden Verknöcherung im 3. bis 4. Lebensjahr auf. Die Basen haben kein eigenes Verknöcherungszentrum.

### Supination, Pronation
Die Mittelfußknochen lassen sich geringfügig fächerförmig gegeneinander bewegen und ermöglichen dadurch eine Beweglichkeit im Vorfußbereich, die als Supination und Pronation bezeichnet wird. Dadurch ist der Vorfuß dazu in der Lage, sich beim Gehen an Unebenheiten anzupassen.

### Brüche und Erkrankungen
Bei Erkrankungen wie dem Hallux valgus und dem Spreizfuß liegen Veränderungen in der Lage der Mittelfußknochen vor. Beim Hallux valgus liegt eine Subluxation des ersten Mittelfußknochens nach medial vor.
Bei direkten Schlägen gegen den Vorfuß können die Mittelfußknochen brechen. Ebenfalls möglich sind sogenannte Belastungsbrüche, das heißt Knochenbrüche, die nicht durch eine plötzliche Krafteinwirkung (Unfall oder Ähnliches) zustande kommen, sondern auf Ermüdung des Knochenmaterials zurückzuführen sind (Marschfraktur). Die Fraktur des fünften Mittelfußknochens am proximalen Diaphysenende wird als Jones-Fraktur bezeichnet. Ohne bisher geklärte Ursache kann es auch zu einer aseptischen Knochennekrose (Knocheninfarkt) eines Mittelfußköpfchens, meist des zweiten, kommen (Morbus Köhler-Freiberg).
Eine Verkürzung eines Mittelfußknochens infolge der Störung des Längenwachstums wird als Brachymetatarsie bezeichnet, am häufigsten ist der vierte Mittelfußknochen betroffen.

## Vergleichende Anatomie
Bei den Landwirbeltieren besitzt der Fuß im Bauplan fünf Zehen und damit auch fünf Mittelfußknochen. In einigen Wirbeltiergruppen sind einzelne Zehenstrahlen zurückgebildet, miteinander verschmolzen oder anderweitig umgebaut. So besitzen Pferde nur einen funktionellen Mittelfußknochen, das Röhrbein, während der zweite und vierte als Griffelbeine stark zurückgebildet sind. Bei Wiederkäuern fehlen die ersten beiden Mittelfußknochen, der dritte und vierte sind miteinander verschmolzen und der fünfte ist rudimentär oder fehlt ganz.
Bei den Vögeln sind der zweite bis vierte Mittelfußknochen mit der unteren (distalen) Reihe der Fußwurzelknochen zum Tarsometatarsus (Laufbein) verwachsen, nur der erste bleibt als kleines Knöchelchen selbstständig. Am Laufbein sitzt an der Rückseite (plantar) ein kräftiger knöcherner Vorsprung, der als Hypotarsus bezeichnet wird.